# (38605) 1999 YV10
1999 واي في 10 (ويعرف أيضًا باسم (38605) 1999 واي في 10 وفق تسمية الكوكب الصغير) (بالإنجليزية: 1999 YV10)‏ هو كويكب ضمن حزام الكويكبات؛ وترتيبه 38605 من حيث الاكتشاف.
اكتُشف هذا الجُرم الفلكي بواسطة سبيس واتش في 27 ديسمبر 1999.

## وصلات خارجية
- (38605) 1999 YV10 في قاعدة بيانات مختبر الدفع النفاث لأجرام النظام الشمسي الصغيرة

- الاكتشاف · مخطط المدار ·  العناصر المدارية · المعلمات المادية

- (38605) 1999 YV10 على موقع ويكي سكاي: DSS2, SDSS, GALEX, IRAS, Hydrogen α, X-Ray, Astrophoto, Sky Map, Articles and images